# Alletsried
Alletsried ist ein Gemeindeteil des Marktes Neukirchen-Balbini im Landkreis Schwandorf des Regierungsbezirks Oberpfalz im Freistaat Bayern.

## Geografie
Alletsried liegt auf der Südostseite der Staatsstraße 2150, 4 Kilometer nordöstlich von Neukirchen-Balbini. Am Westrand von Alletsried entspringt in einigen Teichen der Strattenbach. Er fließt nach Süden, nimmt die Abwasser des Klärwerks von Alletsried auf und endet in einer Senke am Südwestrand der Stockhänge. Alletsried ist umgeben von Hügeln, die etwas über 500 Meter hoch sind. Nur der Zigeunerfelsen im Nordosten von Alletsried erhebt sich bis auf 630 Meter.

## Geschichte
Die Ortsnamenforschung kennzeichnet die auf -ried (auch: -reuth, -rieth) endenden Ortsnamen ebenso wie die auf -grün endenden als Ortsnamen der Rodungszeit im 13. und 14. Jahrhundert.
Alletsried (auch: Alhartzriut, Alhartsriut, Alhartsrüt, Allatzrieth, Alzrieth, Allezrieth, Allezried) wurde 1315 erstmals schriftlich erwähnt. 1315 schenkte Herzog Rudolf vier Güter in Alletsried dem Kloster Schönthal.
„Heinrich der Radmstarffer zu Alhartsrüt“ verkaufte 1414 einen Hof und eine Sölde in Alletsried an das Kloster Walderbach. Im Zinsbuch des Amtes Neunburg vorm Wald von 1499 war Alletsried mit 3 Höfen, 9 Mannschaften und einer Steuer von 1 Gulden 6 Schilling und 20 Pfennig verzeichnet. Dabei entsprach 1 Gulden 7 Schilling, 1 Schilling 30 Pfennig. Die Währungszeichen waren: für Gulden fl, für Schilling ß, für Pfennig d.
Neunburg wurde zu Beginn des 16. Jahrhunderts in ein Inneres und ein Äußeres Gericht unterteilt. Das Innere Gericht umfasste den Ostteil des Gebietes und das Äußere Gericht den Westteil. Die Grenze zwischen Innerem und Äußerem Gericht verlief von Norden nach Süden: Die Ortschaften Oberauerbach, Fuhrn und Taxöldern gehörten zum Äußeren Amt, während Grasdorf, Luigendorf und Pingarten zum Inneren Amt gehörten.
Alletsried gehörte zum Inneren Amt. Wie aus dem Musterungsregister hervorgeht, hatte es 1522 und 1572 jeweils 9 Mannschaften.
1622 wurden für Alletsried 3 Höfe, 6 Güter, 2 Sölden und 7 Inwohner aufgeführt. Im Steuerbuch von 1631 wurde Alletsried mit 1 Hof, 2 Gütern, 1 Häusel, 1 Schmiede, 5 Inwohnern (darunter 1 Hüter und 1 Schäfer), 19 Rindern, 4 Schweinen, 29 Schafen verzeichnet. Die Steuer betrug 18 Gulden 56 Kreuzer. Nach dem Dreißigjährigen Krieg hatte Alletsried 1661 nur noch 6 Mannschaften, davon ein verheirateter Mann und 5 unverheiratete. Es hatte 2 Höfe, 1 Gut, 1 Häusel, 1 Schmiede, 1 Inwohner (Hüter), 18 Rinder, 6 Schweine, 5 Ziegen. Die Steuer betrug 5 Gulden 35 Kreuzer.
1762 gab es in Alletsried 9 Eigentümer, 11 Inwohner, darunter 2 Tagwerker, Saliterer und 1 Hüter, also insgesamt 20 Untertanen. Es hatte 9 Anwesen, 2 Nebenhäusl und 1 Hüthaus, insgesamt 15 Herdstätten. Im Salbuch von 1785 wurde Alletsried mit Geldzins von 4 Personen und Geld- und Naturalzins von der Schmiede aufgeführt. 1797 zahlte es Geld- und Naturalzins von 3 Höfen an das Innere Amt Neunburg und von 1 Gut und 1 Sölde an das Kloster Walderbach.
1808 gab es in Alletsried 10 Anwesen und ein Hüthaus. Die Eigentümer waren Bruner, Lehner, G. Deml, Steinberger, J. Deml, Träxler, Grasmann, Lacher, Ederer. Bruner, Lehner, Steinberger, Grasmann und Lacher waren grundbar zum Kloster Walderbach.
1808 wurde die Verordnung über das allgemeine Steuerprovisorium erlassen. Mit ihr wurde das Steuerwesen in Bayern neu geordnet und es wurden Steuerdistrikte gebildet. Dabei wurde Alletsried Steuerdistrikt. Der Steuerdistrikt Alletsried bestand aus den Ortschaften Alletsried mit 10 Anwesen, Happassenried mit 5 Anwesen und Meidenried mit 8 Anwesen.
1820 wurden im Landgericht Neunburg vorm Wald Ruralgemeinden gebildet. Dabei wurde Alletsried Ruralgemeinde. Zur Ruralgemeinde Alletsried gehörten die Dörfer Alletsried mit 12 Familien, Happassenried mit 5 Familien, Meigelsried mit 5 Familien, Meidenried mit 8 Familien und die Einöde Rückhof mit 1 Familie. Später kamen Haslarn und Grundmühle hinzu. Vorübergehend gehörten Neuhaus und Sperlhof zu Alletsried.
Am 1. Mai 1978 wurde die Gemeinde Alletsried aufgelöst. Dabei kam Meigelsried zur Gemeinde Rötz, Haslarn und Grundmühle kamen zur Gemeinde Neunburg vorm Wald. Die anderen Gemeindeteile wurden nach Neukirchen-Balbini eingemeindet.
Alletsried gehörte zunächst zur Pfarrei Stamsried. Seit 1865 gehört es zur Pfarrei Neukirchen-Balbini. 1997 hatte Alletsried 79 Katholiken.

## Einwohnerentwicklung ab 1820
| Jahr | Einwohner   | Gebäude |
| ---- | ----------- | ------- |
| 1820 | 12 Familien | k. A.   |
| 1838 | 83          | 15      |
| 1861 | 93          | 42      |
| 1871 | 101         | 61      |
| 1885 | 101         | 16      |
| 1900 | 102         | 16      |
| 1913 | 102         | 16      |

| Jahr | Einwohner | Gebäude |
| ---- | --------- | ------- |
| 1925 | 102       | 17      |
| 1950 | 93        | 17      |
| 1961 | 91        | 16      |
| 1970 | 80        | k. A.   |
| 1987 | 72        | 17      |
| 2011 | 59        | k. A.   |